# Leichtathletik-Länderkampf 1927 Deutschland – Schweiz
| 1. Leichtathletik-Länderkampf mit deutscher Beteiligung 1927 | 1. Leichtathletik-Länderkampf mit deutscher Beteiligung 1927 |
| ------------------------------------------------------------ | ------------------------------------------------------------ |
|                                                              |                                                              |
| Ländervergleich Deutschland – Schweiz                        |                                                              |
| Austragungsort                                               | Düsseldorf                                                   |
| Wettbewerbe                                                  | 15                                                           |
| Datum                                                        | 31. Juli 1927                                                |
| 1. Deutschland 2. Schweiz                                    | 92,5 Punkte 45,5 Punkte                                      |
| Chronik                                                      |                                                              |
| ← einziger LK 1926: 00SUI-GER-FRA (M)                        | FRA-GER (M) →                                                |

Der erste Vergleich des Leichtathletik-Länderkampfjahres 1927 mit deutscher Beteiligung bestand in der bereits traditionellen Auseinandersetzung mit den Sportlern aus der Schweiz.
Gastgeber war nach 1924 zum zweiten Mal die deutsche Stadt Düsseldorf. Am 31. Juli fand die Begegnung unter alleiniger Beteiligung von Männern statt.
Deutschland beendete auch diese bereits siebte Auseinandersetzung mit der Schweiz in seinem insgesamt achten Länderkampf siegreich. Mit 92,5 Punkten gegenüber 45,5 Punkten des Schweizer Teams lag die deutsche Mannschaft am Ende deutlich vorn.

## Modus
Wie bisher auch traten zwei Athleten je Wettbewerb und Nation gegeneinander an. Die Sieger erhielten in den Einzeldisziplinen jeweils vier Punkte, die Zweiten jeweils drei und die Dritten je zwei Punkte. Die jeweils Viertplatzierten kamen noch mit je einem Punkt in die Wertung. In den beiden Staffeln brachte Platz eins drei Punkte und Platz zwei einen Punkt.

## Legende
Kurze Übersicht zur Bedeutung der Symbolik – so üblicherweise auch in sonstigen Veröffentlichungen verwendet:
| k. A. | keine Angabe |

## Resultate

### 100 m
| Platz | Athlet         | Land | Zeit (s) |
| ----- | -------------- | ---- | -------- |
| 1     | Hubert Houben  | GER  | 10,6     |
| 2     | Jakob Schüller | GER  | 10,8     |
| 3     | Karl Borner    | SUI  | 11,0     |
| 4     | Willy Tschopp  | SUI  | 11,0     |

### 200 m
| Platz | Athlet         | Land | Zeit (s) |
| ----- | -------------- | ---- | -------- |
| 1     | Jakob Schüller | GER  | 21,4     |
| 2     | Hubert Houben  | GER  | 21,5     |
| 3     | Karl Borner    | SUI  | 22,1     |
| 4     | Mägli          | SUI  | k. A.    |

### 400 m
| Platz | Athlet          | Land | Zeit (s) |
| ----- | --------------- | ---- | -------- |
| 1     | Joachim Büchner | GER  | 50,4     |
| 2     | Otto Neumann    | GER  | 59,6     |
| 3     | Morel           | SUI  | 51,6     |
| 4     | Willy Schneider | SUI  | k. A.    |

### 800 m
| Platz | Athlet            | Land | Zeit (min) |
| ----- | ----------------- | ---- | ---------- |
| 1     | Hermann Engelhard | GER  | 2:02,1     |
| 2     | Herbert Böcher    | GER  | k. A.      |
| 3     | Schwebel          | SUI  | 2:02,6     |
| 4     | Zaugg             | SUI  | k. A.      |

### 1500 m
| Platz | Athlet         | Land | Zeit (min) |
| ----- | -------------- | ---- | ---------- |
| 1     | Herbert Böcher | GER  | 4:08,6     |
| 2     | Willi Boltze   | GER  | 4:10,6     |
| 3     | Hafter         | SUI  | 4:18,0     |
| 4     | Mercier        | SUI  | k. A.      |

### 5000 m
| Platz | Athlet         | Land | Zeit (min) |
| ----- | -------------- | ---- | ---------- |
| 1     | Otto Kohn      | GER  | 15:13,8    |
| 2     | Otto Petri     | GER  | 15:22,0    |
| 3     | William Marthe | SUI  | 16:47,0    |
| 4     | Riß            | SUI  | k. A.      |

### 110 m Hürden
| Platz | Athlet            | Land | Zeit (s) |
| ----- | ----------------- | ---- | -------- |
| 1     | Heinrich Troßbach | GER  | 15,2     |
| 2     | Fritz Köpke       | GER  | 15,8     |
| 3     | Adolf Meier       | SUI  | 16,0     |
| 4     | Werner Nüesch     | SUI  | k. A.    |

### 4 × 100 m Staffel
| Platz | Besetzung       | Land                                                            | Zeit (s) |
| ----- | --------------- | --------------------------------------------------------------- | -------- |
| 1     | Deutsches Reich | Joachim Büchner Friedrich Wichmann Hubert Houben Jakob Schüller | 41,0     |
| 2     | Schweiz         | Karl Borner Adolf Meier Willy Tschopp Alfred Sutter             | 43,0     |

### 4 × 400 m Staffel
| Platz | Besetzung       | Land                                                            | Zeit (min) |
| ----- | --------------- | --------------------------------------------------------------- | ---------- |
| 1     | Deutsches Reich | Reinhold Schmidt Hermann Engelhard Otto Neumann Joachim Büchner | 3:19,3     |
| 2     | Schweiz         | Schwebel Karl Borner Mägli Willy Schneider                      | 3:26,3     |

### Hochsprung
| Platz | Athlet      | Land | Höhe (m) |
| ----- | ----------- | ---- | -------- |
| 1     | Fritz Köpke | GER  | 1,86     |
| 2     | Otto Betz   | GER  | 1,82     |
| 3     | Schiebeli   | SUI  | 1,77     |
| 4     | Antenen     | SUI  | 1,72     |

### Stabhochsprung
| Platz | Athlet           | Land | Höhe (m) |
| ----- | ---------------- | ---- | -------- |
| 1     | Ernst Gerspach   | SUI  | 3,60     |
| 2     | Achilles Reeg    | GER  | 3,50     |
| 3     | Egli             | SUI  | 3,40     |
| 3     | Henry Schumacher | GER  | 3,40     |

### Weitsprung
| Platz | Athlet           | Land | Weite (m) |
| ----- | ---------------- | ---- | --------- |
| 1     | Rudolf Dobermann | GER  | 7,41      |
| 2     | Adolf Meier      | SUI  | 7,24      |
| 3     | Henry Schumacher | GER  | 7,05      |
| 4     | Alfred Sutter    | SUI  | 7,04      |

### Kugelstoßen
| Platz | Athlet              | Land | Weite (m) |
| ----- | ------------------- | ---- | --------- |
| 1     | Georg Brechenmacher | GER  | 14,10     |
| 2     | Willi Schröder      | GER  | 13,97     |
| 3     | Werner Nüesch       | SUI  | 13,62     |
| 4     | Fritz Hünenberger   | SUI  | 12,76     |

### Diskuswurf
| Platz | Athlet           | Land | Weite (m) |
| ----- | ---------------- | ---- | --------- |
| 1     | Hans Hoffmeister | GER  | 43,32     |
| 2     | Arturo Conturbia | SUI  | 42,20     |
| 3     | Hermann Hänchen  | GER  | 41,78     |
| 4     | Werner Nüesch    | SUI  | 39,66     |

### Speerwurf
| Platz | Athlet           | Land | Weite (m) |
| ----- | ---------------- | ---- | --------- |
| 1     | Herbert Molles   | GER  | 59,47     |
| 2     | Hans Hoffmeister | GER  | 52,98     |
| 3     | Würth            | SUI  | 49,68     |
| 4     | Rima             | SUI  | 46,96     |

## Anmerkung
1. 1 2  In damaligen Berichten und Veröffentlichungen ist für Deutschland meist die Punktzahl 99,5 angegeben. Bei Nachrechnung ergibt sich jedoch der hier aufgeführte Wert von 92,5 Punkten.